# Eugerdella zenkevitschi
Eugerdella zenkevitschi är en kräftdjursart som först beskrevs av Gurjanova 1946.  Eugerdella zenkevitschi ingår i släktet Eugerdella och familjen Desmosomatidae. Inga underarter finns listade i Catalogue of Life.